# Club Deportivo Patria Aragón
El Club Deportivo Patria Aragón fue un club de fútbol español de la ciudad de Zaragoza, en Aragón. Fundado en 1926, tras la fusión del Club Deportivo Patria y la Unión Sportiva Aragón. Participó en cuatro ocasiones en la Copa del Rey, fue campeón de su grupo en la primera edición de la Tercera División de España, y subcampeón del Campeonato Regional de Aragón cuatro veces consecutivamente, antes de desaparecer en el año 1931.

## Historia
El Club Deportivo Patria Aragón nació fruto de la fusión del Club Deportivo Patria -fundado en 1923 como Club Deportivo Tradición- y la Unión Sportiva Aragón (1924), dos clubes de la ciudad de Zaragoza. El Patria Aragón jugaba sus partidos en el Campo del Arrabal, campo arrendado por el Zaragoza Club Deportivo, del que era propietario, que sin embargo preferiría jugar en el Campo de la Torre de Bruil, más céntrico.
Dos años después de su fundación, se proclama subcampeón del Campeonato Regional de Aragón en 1928, frente a un poderoso Iberia Sport Club, al que no puede arrebatar el título de campeón. Este subcampeonato le otorga una plaza al Patria Aragón para disputar por primera vez en su historia la Copa del Rey del mismo año, en el que figuraría encuadrado en la fase de grupos junto con el F. C. Barcelona, Real Sociedad, Real Unión, Iberia S. C. y C. E. Europa, quedando colista del grupo tras perder todos sus partidos.
Durante los siguientes años se repitió casi el mismo camino, el Patria Aragón se enfrentó hasta en tres ocasiones consecutivas más en el Campeonato Regional contra un campeonísimo Iberia Sport Club en las posteriores ediciones de 1929, 1930 y 1931, cayendo siempre frente a los avispas en la final. Sin embargo, esta plaza le seguía valiendo para disputar de nuevo la Copa del Rey, en la que disputaría las fases iniciales de las ediciones de 1929 contra la Real Sociedad, de 1930 contra el mismísimo Real Madrid -al que puso en apuros al empatar a uno tanto a la ida como a la vuelta, y en la que se tuvo que jugar un partido de desempate en Madrid- y finalmente contra el F. C. Badalona en 1931, partido del cual se retiró, ya vaticinando la desaparición del club.

## Uniforme
Los jugadores del Patria Aragón vestían con el siguiente uniforme, que consistía en camisa blanca con puños y cuello celestes, pantaloneta negra y calzas blancas.

## Datos del club
- Temporadas en Tercera División: 2.
- Participaciones en la Copa del Rey: 4.
- Debut en Tercera División: 1929-30.
- Debut en la Copa del Rey: 1928.
- Mejor puesto en liga (en Tercera División): 1.º (temporada 1929-30).
- Peor puesto en liga (en Tercera División): 7.º (temporada 1930-31).
- Mejor puesto en copa (en Copa del Rey): Fase de grupos (1928).
- Peor puesto en copa (en Copa del Rey): Fase inicial (retirado)[n 1] (1931).

## Palmarés

### Torneos regionales
- Subcampeón del Campeonato Regional de Aragón (4): 1928, 1929, 1930 y 1931.